# هيجان: عقوبة الإعدام (فلم)
هيجان: عقوبة الإعدام (بالإنجليزية: Rampage: Capital Punishment)، هو فيلم أكشن تم إنتاجه في ألمانيا وكندا والولايات المتحدة، وصدر سنة 2014، من بطولة بريندان فليتشر ولوشليان مونرو، وهو الجزء الثاني في سلسلة أفلام هيجان.

## القصة
رجل يقوم بالسيطرة على محطة تليفزيونية ويحتجز عدد من الرهائن يقدم برنامج سياسي يهدف إلى تقدير الإنسانية بدلا من المال.

## روابط خارجية
- مقالات تستعمل روابط فنية بلا صلة مع ويكي بيانات